# Kudamacu
Kudamacu (japonsky 下松市) je město v prefektuře Jamaguči v Japonsku. K roku 2019 v něm žilo přes 56 tisíc obyvatel.

## Poloha
Kudamacu leží v jihozápadní části největšího japonského ostrova Honšú při severním pobřeží Vnitřního moře. Na severozápad od něj je centrum města Šúnan, kterým je Kudamacu ze správního hlediska obklopeno i ze severu a severovýchodu. Na jihovýchodě sousedí Kudamacu s Hikari.

## Dějiny
Město Kudamacu vzniklo 3. listopadu 1939.